# مفیده بورقیبه

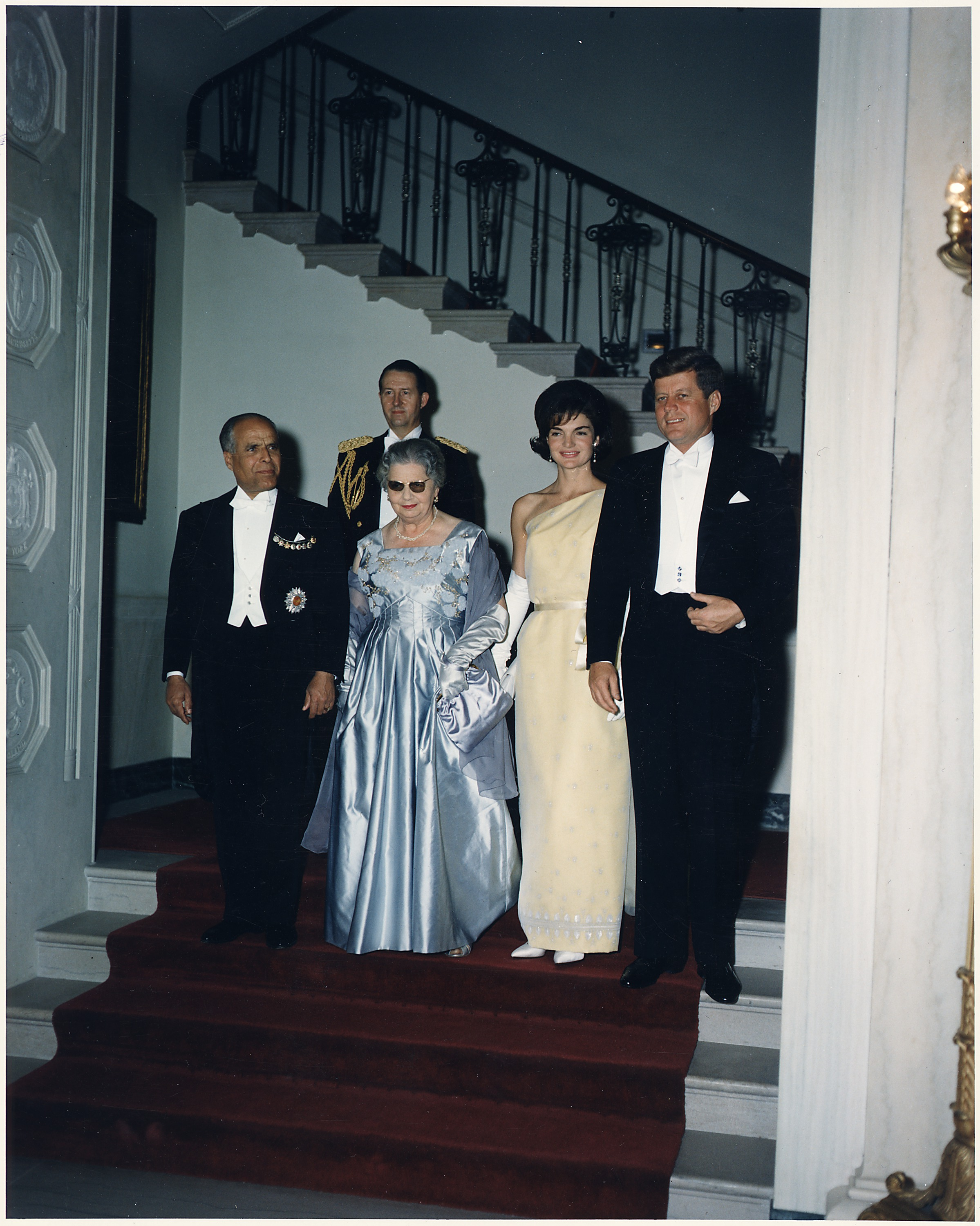
مفیده بورقیبه در حال بازدید از کاخ سفید با همراهی جان و ژاکلین کندی در سال ۱۹۶۱

مفیده بورقیبه با نام اصلی ماتیلد لوران (به لاتین: Mathilde Lorrain) (زادهٔ ۲۴ ژانویه ۱۸۹۰،سن-مر-د-فوسه
، فرانسه - درگذشته ۱۵ نوامبر ۱۹۷۶، المنستیر ،تونس) اولین همسر حبیب بورقیبه رئیس جمهور تونس بود. او در سالهای ۱۹۵۷ تا ۱۹۶۱ بانوی اول تونس بود.
بورقیبه جوان با لوران در ۱۹۲۵ هنگامی که در فرانسه مشغول تحصیل بود با او آشنا شد.
لوران بیوه یک افسر فرانسوی بنام (le colonel Le Fras) بود که در سال ۱۹۱۸ در جبهه جنگ کشته شد. بعد از آن لوران با بورقیبه آشنا و بین آنها دوستی برقرار شد و حاصل این دوستی یک فرزند پسر به نام حبیب بود که در سال ۱۹۲۷ بدنیا آمد. آنها بلافاصله بعد از زایمان پسرشان در همان سال در ماه اوت ازدواج کردند.
او پس از ازدواج در تابستان ۱۹۲۷ با او به تونس بازگشت. پس از استقلال در سال۱۹۵۶، او به شهروندی تونس دست یافت و در ۲۵ اکتبر ۱۹۵۸ به اسلام گروید و نام مفیده برای خودانتخاب نمود.